# Tempel des Augustus und der Livia (Vienne)

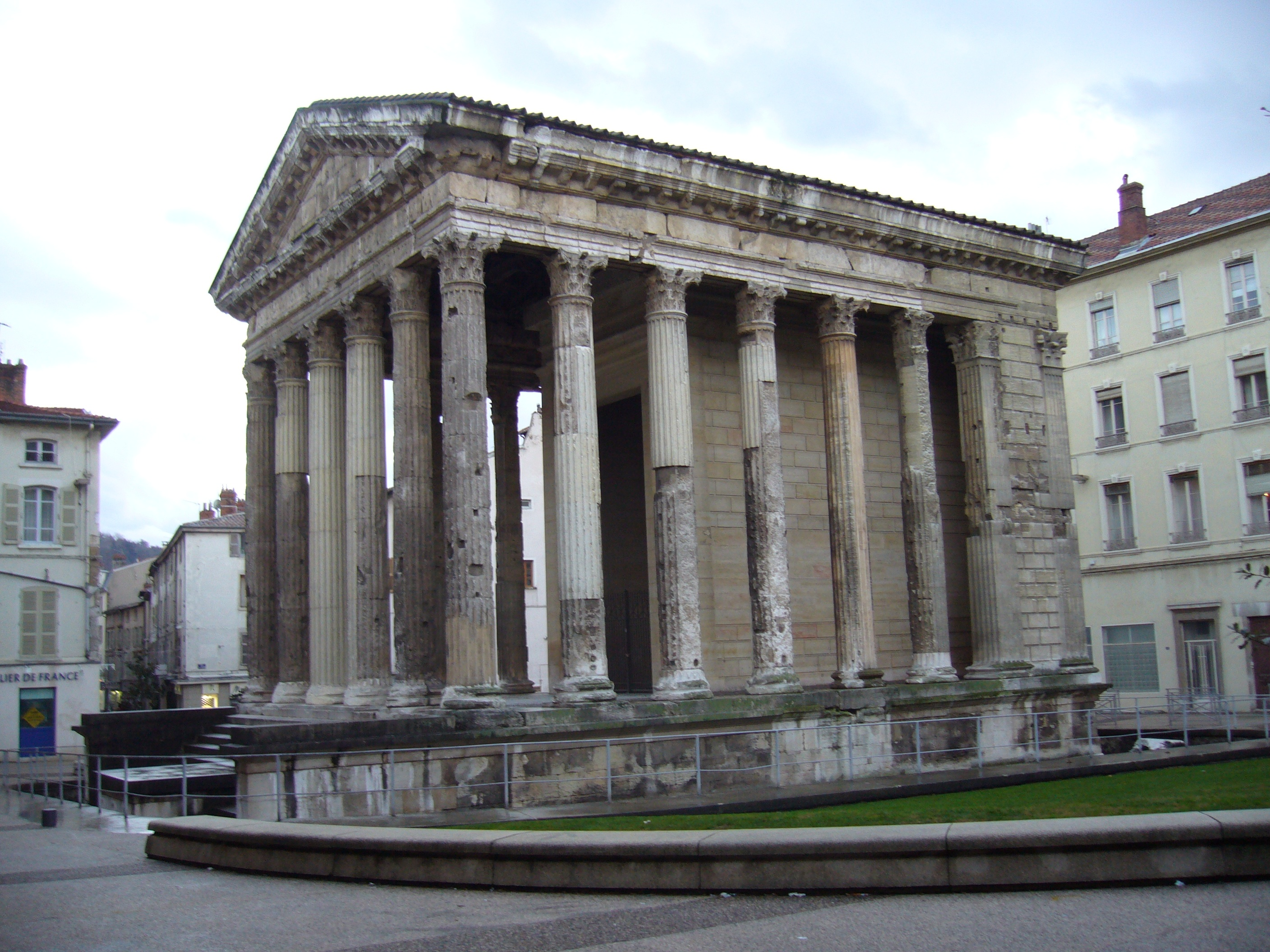
Der Tempel des Augustus und der Livia in Vienne, Ansicht von Nordostern

Der Tempel des Augustus und der Livia ist ein nahezu vollständig erhaltener antiker Podiumstempel in der Stadt Vienne im französischen Departement Isère. Er zählt mit der Maison Carrée in Nîmes im Departement Gard zu den am besten überlieferten Podiumstempeln des Römischen Reiches.
Der antike Tempel korinthischer Ordnung war ein Peripteros sine postico, das heißt, die Säulenstellung lief nur an drei Seiten um, die Rückseite wies hingegen keine Säulen auf. Er wurde am Ende des 1. vorchristlichen Jahrhunderts errichtet und im 1. Jahrhundert nach Christus in großen Teilen erneuert. Er lag im Zentrum der antiken Stadt Vienna, etwa 200 Meter vom Ufer der Rhone entfernt, und befindet sich heute in der Mitte der Altstadt von Vienne, die außer diesem Kultgebäude noch weitere bedeutende antike Monumente aufweist.

## Geschichte

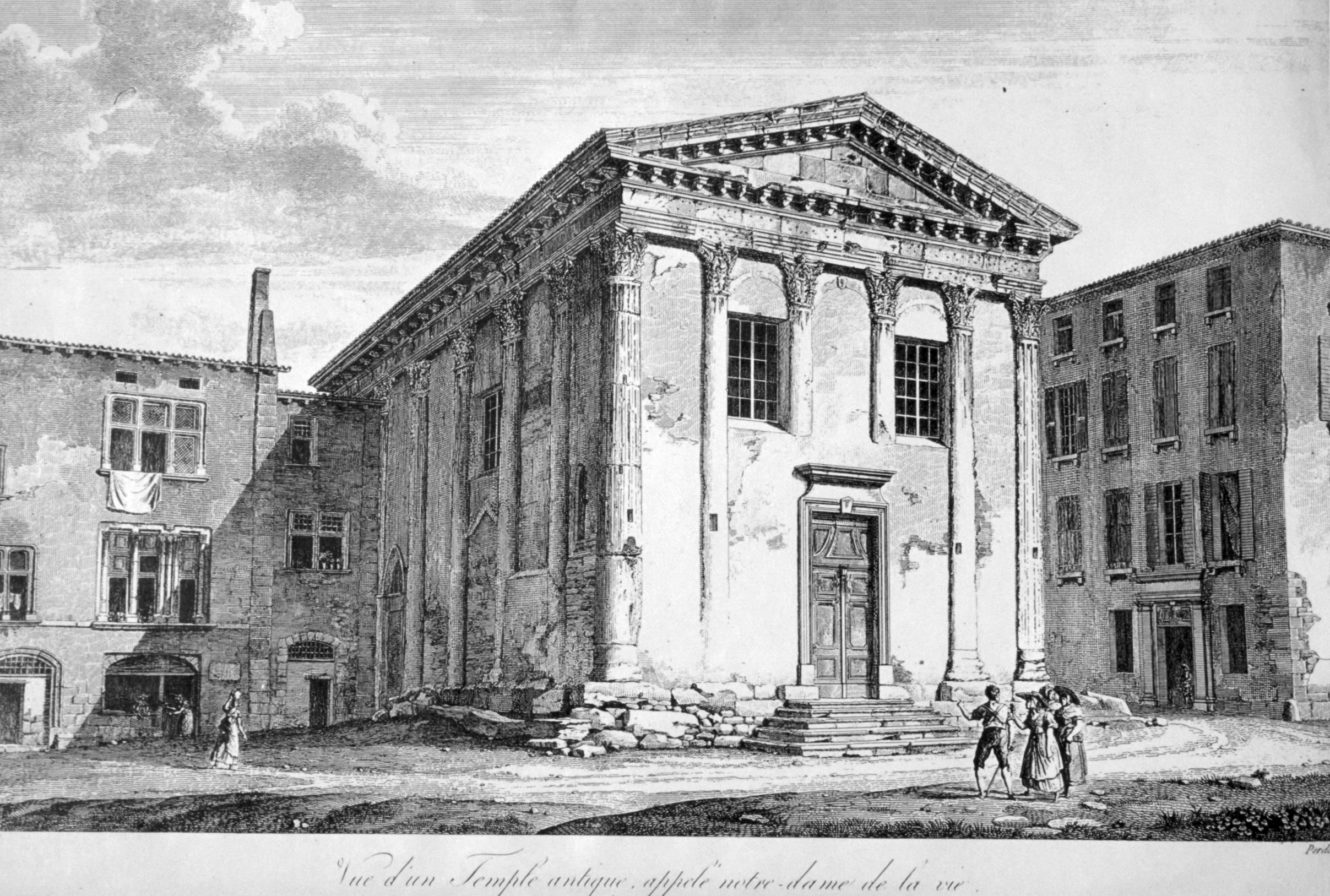
Der ehemalige Tempel umgebaut zur Kirche Sainte-Marie-la-Vieille, Ansicht von Südosten

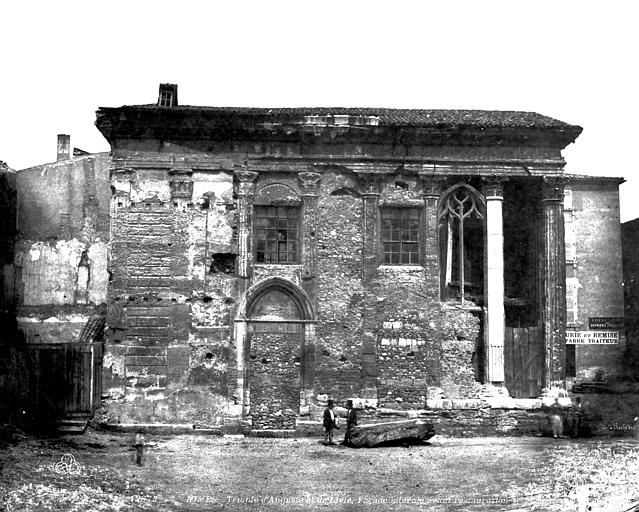
Zustand des Tempels (Südseite) während der Restaurierung um 1851

Das Sakralbauwerk wurde für den im Römischen Reich verbreiteten Augustuskult errichtet. Es war inschriftlich Kaiser Augustus, der Roma, der Personifikation der Stadt Rom, und Livia, der Gattin des Augustus, geweiht. Das Gebäude stand auf dem Forum, dem zentralen Platz von Vienna.
Man kann zwei Bauphasen unterscheiden. Vom ursprünglichen Tempel stammen Partien des Mauerwerks sowie Pilaster und Bauornamentik an der Westseite des Tempels, der einige Jahrzehnte später, wohl nach einem Brand oder nach einem Erdbeben, neu aufgebaut wurde. Die Reparatur erfolgte vermutlich noch vor der Vergöttlichung der Livia Augusta im Jahr 42, weil nach diesem Ereignis als Ergänzung der alten Weihinschrift eine zusätzliche Widmung am Architrav des Tempels angebracht worden ist.
Vielleicht schon in der Spätantike erhielt das Hallenbauwerk eine neue Funktion als christliche Kirche. Jedenfalls diente sie vom Frühmittelalter bis zur Französischen Revolution als Pfarrkirche eines Stadtquartiers von Vienne mit dem Patrozinium Sainte-Marie-la-Vieille und später Notre-Dame-de-la-Vie. Unmittelbar neben der Kirche stand im Frühmittelalter ein Palast der burgundischen Könige, der im Spätmittelalter dem Dauphin als Residenz diente.
Beim Umbau des Tempels in eine christliche Kirche wurden die Zwischenräume zwischen den Säulen zugemauert und die Cella entfernt, um das ganze Bauvolumen als Hallenkirche nutzen zu können. An den Vorderseiten schlug man die Kanelüren der Säulen ab, damit eine glatte Außenwand entstand. Zwischen den mittleren Säulen der ostseitigen Front befand sich das neue Kirchenportal, zwei kleinere, später wieder zugemauerte Türen gab es an der Südseite. Die lokale Überlieferung berichtet von Bauarbeiten unter Erzbischof Burkard (~1010–1030) für den burgundischen König Rudolf III. von Burgund; diese Intervention kann jedoch nur eine spätere Reparatur des Bauwerks betreffen und nicht den Umbau des ehemaligen Tempels zur Kirche, hätte doch das antike Bauwerk kaum über alle Jahrhunderte des Frühmittelalters unbeschädigt stehen bleiben können. Eine Urkunde des 11. Jahrhunderts bezeichnet die Kirche zudem bereits als Sancta Maria quae vocatur vetus, also „alte Marienkirche“. Im 13. Jahrhundert entstand auf der Südseite der Kirche ein Glockenturm, der während der Hugenottenkriege im 16. Jahrhundert zerstört wurde. Ein kleiner gemauerter Glockenträger auf der westlichen Seite der Kirche stammte aus dem 17. Jahrhundert.
Während der Französischen Revolution beschloss die Munizipalität von Vienne am 13. November 1792 die Aufhebung der Kirche. Das entsakralisierte öffentliche Bauwerk diente danach dem städtischen Jakobinerclub kurzfristig als „Tempel der Vernunft“ (französisch temple de la raison). Die Fassade trug jetzt die neue Inschrift Société populaire und im Gebäudeinneren ersetzte ein „Altar des Vaterlandes“ den Altar der christlichen Kirche. Eine Abschrift der Erklärung der Menschen- und Bürgerrechte von 1789 wurde im Gebäude aufgehängt, und neue Wandgemälde stellten die Figuren der Liberté (Freiheit) und der Justice (Recht) dar. Im Jahr 1795 verlegte das Handelsgericht von Vienne seinen Sitz in das alte Bauwerk, und von 1822 bis 1852 befand sich darin das Stadtmuseum von Vienne mit der Stadtbibliothek.
Nach einer Besichtigung der Örtlichkeit durch den inspecteur général des Monuments Historiques Prosper Mérimée im Jahr 1839 reifte die Erkenntnis, das ehemals römische Gebäude könne als Baudenkmal wieder den ursprünglichen Zustand des antiken Tempels zurückerhalten. Schon 1840 wurde es in der Liste der monuments historiques aufgeführt. Die Restaurierung dauerte aus verschiedenen Gründen sehr lange, sie war erst im Jahr 1880 abgeschlossen.

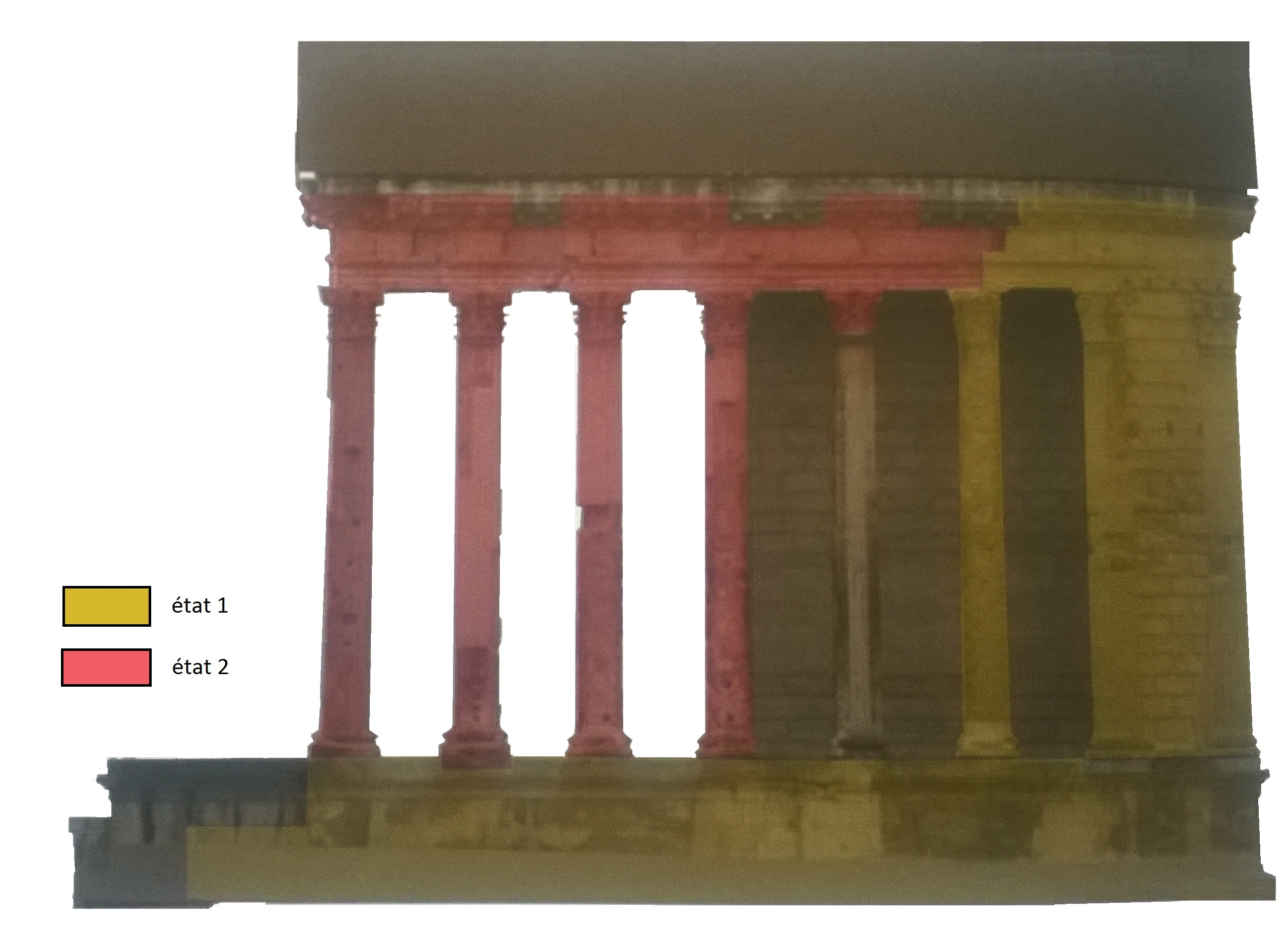
Die zwei antiken Bauphasen dargestellt an der Nordseite des Tempels

## Architektur
Der Tempel des Augustus und der Livia besteht aus Kalkstein. Das Baumaterial kam aus einem Steinbruch bei Seyssel und aus der Gegend von Lyon. Das Bauwerk hat eine Länge von 27 Metern und eine Breite von 14,25 Metern. Seine Höhe beträgt 17,36 Meter, wovon 2,75 Meter auf das Podium und 9,70 Meter auf die Kolonnade entfallen. Die Säulenreihen umfassen nur drei Seiten des Bauwerks. Eine rekonstruierte Freitreppe mit seitlichen Wangen führt vom umgebenden Platz zum Podium des Tempels.
Die Cella im westlichen Bereich des Tempels wurde bei der Restaurierung im 19. Jahrhundert neu errichtet.
Die Hauptfassade auf der Ostseite weist sechs korinthische Säulen auf, die Seiten des Bauwerks je sechs Säulen und zwei Pilaster. Die korinthischen Kapitelle der beiden Bauphasen unterscheiden sich in der Gestaltung der Akanthusblätter.

## Inschriften

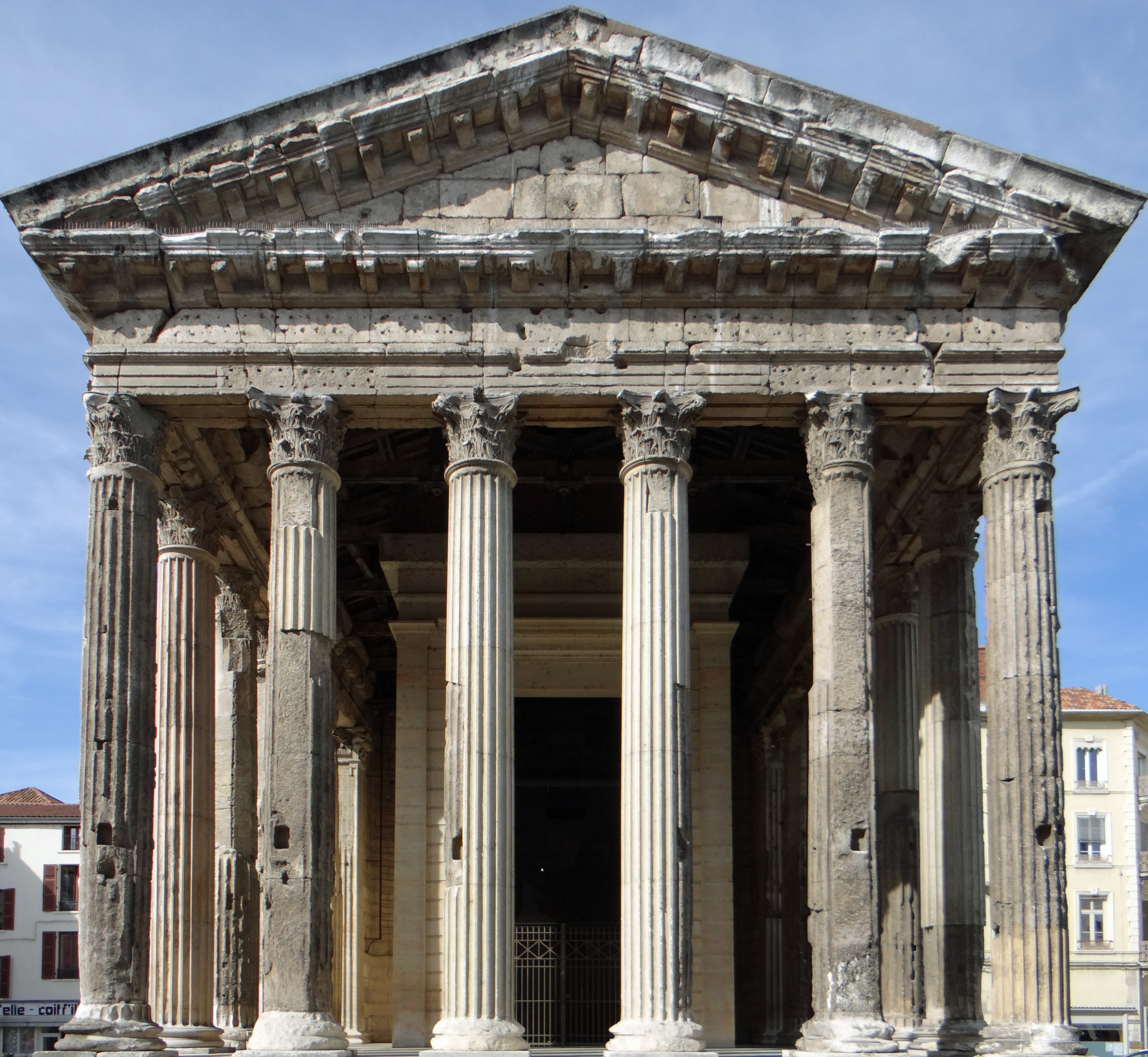
Spuren der antiken Inschriften an der Tempelfront

An Fries und Architrav der Hauptfassade sind Spuren der antiken Tempelinschriften erhalten geblieben, die gemäß den bauarchäologischen Untersuchungen teils aus der ersten Bauphase und teilweise vom Wiederaufbau des 1. nachchristlichen Jahrhunderts stammen. Sichtbar sind nur noch die Löcher, in welchen die Befestigungsstifte der wohl im Frühmittelalter entfernten Bronzebuchstaben eingelassen waren. Während man anhand gleichartiger Spuren an der Maison Carrée in Nîmes die dortige Tempelinschrift eindeutig rekonstruieren konnte, erweist sich die Deutung der Überreste an der Anlage in Vienne als viel schwieriger. Eine erste Lesart der Widmungsinschrift fand der Archäologe Pierre Schneyder, der im frühen 19. Jahrhundert die antiken Monumente von Vienne gründlich dokumentierte. Später sind noch verschiedene andere mögliche Textvarianten vorgeschlagen worden, und die aktuell gültige Interpretation der Inschrift lautet so:
- Ältere Widmungsinschrift:

ROMAE ET AUGUSTO CAESARI DIVI F[ILIO]
- Spätere Inschrift, mit einem Zusatz in der zweiten Zeile:

[APOLLINI (?) SAN]CTO ET DIVO AUGUSTO

ET DIVAE AUGUSTAE
Die erste Inschrift nannte die Weihung des Tempels an die Roma, die Personifikation der Stadt Rom, und an Augustus. Die gleiche Widmung erhielten auch der Augustustempel von Pula sowie (sekundär) der Augustustempel in Ankara.
Die jüngere Inschrift enthielt vor dem Hinweis auf Augustus mutmaßlich noch eine Widmung an Apollon. Die zusätzliche Zeile der jüngeren Inschrift entstand erst nach der Vergöttlichung der Livia (divae augustae) im Jahr 42 n. Chr. und war an zwei Stellen des Architravs befestigt, an denen man dafür die Faszien abgeschlagen hatte.